# Brown Sugar (film 2002)
Brown Sugar è un film statunitense del 2002 diretto da Rick Famuyiwa.